# Cacopsylla macleani
Cacopsylla macleani är en insektsart som först beskrevs av Hodkinson 1978.  Cacopsylla macleani ingår i släktet Cacopsylla och familjen rundbladloppor. Inga underarter finns listade i Catalogue of Life.